# Museu Pedagògic Provincial de les Balears
Museu Pedagògic Provincial de les Balears. Institució creada l'any 1919 amb la finalitat de proporcionar als educadors recursos, eines i coneixements útils per a difondre les noves propostes pedagògiques.

## Creació del Museu i influències
La creació a les Illes Balears del Museu Pedagògic Provincial es lliga a la figura de Joan Capó, que el 1919 era inspector d'ensenyament primari i, més tard, va ser inspector en cap. Va ser ell que va aconseguir, sota el patrocini de la Diputació Provincial, la creació del Museu. Va ser dirigit per una comissió tècnica integrada per Francesc Bello, Paula Cañellas, Joan Capó, Concepció Majano, Manuel Rueda i Bartomeu Terrades.
La preocupació per la formació del professorat va ser una constant en els moviments de renovació pedagògica de finals del segle xix i principis del segle xx. A nivell de tot l'estat coincidiren en aquest aspecte persones com Manuel B. Cossio, Lorenzo Luzuriaga, Andrés Manjón, Pedro Poveda o Francesc Ferrer i Guàrdia. L'any 1882 es va crear a l'estat espanyol el Museu Pedagògic d'Instrucció Primària, que el 1894 va canviar el nom a Museu Pedagògic Nacional. Aquesta institució estava inspirada en les idees de la Institució Lliure d'Ensenyament i va ser dirigida per M.B. Cossio fins al 1929, esdevenint un centre actiu de difusió de les noves idees educatives i d'introducció entre el professorat les idees renovadores de l'Escola Nova, que ja tenien una àmplia difusió a tot Europa i als Estats Units.

## Les activitats del Museu Pedagògic
El Museu es va instal·lar a unes dependències de la Casa de Misericòrdia, al costat de les oficines que ocupava la inspecció. Disposava d'una extensa biblioteca i de sales per a actes, exposicions i reunions. Les exposicions de treballs escolars, com les de 1927 o 1930 perseguien l'objectiu de donar a conèixer una acció educativa innovadora fonamentada en l'activisme, l'interès i la relació de l'escola amb la realitat. La influència de l'Escola Nova i del pedagog belga Ovide Decroly sobre Joan Capó va ser causa de l'especial atenció a les relacions entre l'escola i l'entorn quotidià dels infants. El 1919 el Museu va organitzar cursos sobre la creació de camps d'experimentació agrària i això va engrescar el mestres a introduir camps agrícoles annexos a les escoles. Entre altres activitats s'han de destacar les conferències i els cursos de formació dels mestres, com el que va tenir lloc el 1919, distribuït entre Sineu, Lluc i Felanitx. Alguns d'aquests cursos i conferències eren publicats pel Museu, que editava una "Boletín Pegagógico". Va publicar la revista "Magisterio Balear". El 1926, a les seves instal·lacions s'hi va reunir l'assemblea de batles i autoritats provincials que proposà revisar la situació educativa de les Balears i sol·licitar mesures extraordinàries per corregir els enormes dèficits existents. El 1929 es varen crear diversos grups de treball sobre: estudi del nin, educació de la dona, art, geografia i història, ciències de la naturalesa, treballs manuals i biblioteques i publicacions. El 1933 es va crear una secció de psiquiatria infantil sota la direcció de Joan Ignasi Valentí.

## El final d'una trajectòria exemplar
El 1933 es va traslladar a l'edifici del Consolat de Mar. L'adveniment de la Dictadura del general Franco va representar la supressió del centre així com la destrucció de part dels fons bibliogràfics. Els objectes i col·leccions que guardava el Museu varen ser dispersats i s'han perdut.
El Museu Pedagògic Provincial va ser la referència més important de la història educativa contemporània a les Balears i una de les experiències de renovació educativa més notables.